# Synegia sericearia
Synegia sericearia là một loài bướm đêm trong họ Geometridae.